# Keutapang Mameh
Keutapang Mameh is een bestuurslaag in het regentschap Aceh Timur van de provincie Atjeh, Indonesië. Keutapang Mameh telt 1524 inwoners (volkstelling 2010).